# فرودگاه رزولوت بی
 فرودگاه رزولوت بی (به انگلیسی: Resolute Bay Airport) یک فرودگاه همگانی باربری با کد یاتا YRB است که یک باند فرود شن دارد. این فرودگاه در کشور کانادا قرار دارد .